# Zygosepalum lindeniae
Zygosepalum lindeniae är en orkidéart som först beskrevs av Robert Allen Rolfe, och fick sitt nu gällande namn av Leslie Andrew Garay och Galfrid Clement Keyworth Dunsterville. Zygosepalum lindeniae ingår i släktet Zygosepalum och familjen orkidéer. Inga underarter finns listade i Catalogue of Life.